# Ga Đồi Cheongna
Ga Đồi Cheongna (Sinnam) (Tiếng Hàn: 청라언덕역(신남), Hanja: 靑蘿언덕驛(新南)) là ga của Tàu điện ngầm Daegu tuyến 2 ở Daesin-dong, Dongsan-dong, và Namsan-dong, quận Trung, Daegu, Hàn Quốc. 

## Liên kết
- (tiếng Hàn) Trạm thông tin mạng Lưu trữ ngày 28 tháng 2 năm 2014 tại Wayback Machine từ Tổng công ty đường sắt cao tốc đô thị Daegu